# Motor Trend
Motor Trend — популярный американский автомобильный журнал, основанный в сентябре 1949 года в городе Лос-Анджелесе. Ежемесячный тираж издания составляет более одного миллиона экземпляров.
Журнал посвящён обзорам отечественных и зарубежных автомобилей с акцентом на их потребительские качества, сравнительным тестам, интервью, новостям из мира автоспорта, премьерам автомобилей, обзору технических особенностей различных моделей и иным темам, так или иначе связанным с автомобильной промышленностью. Кроме того, издание публикует собственный ежегодный рейтинг автомобилей под названием «Motor Trend Car of the Year».

## История
Автомобильное издание «Motor Trend» было основано в городе Лос-Анджелесе (штат Калифорния), США, в 1949 году. Первый выпуск журнала под заголовком «The Magazine for a Motoring World» был опубликован издательством Petersen Publishing Company. Позже, в 1998 году, права на издание были проданы издательскому дому EMAP (ныне Ascential), который перепродал их медиагруппе Primedia в 2001 году. С 2007 года журнал публикуется медиакомпанией .
«Motor Trend» является первым изданием, которое стало публиковать собственный ежегодный рейтинг автомобилей. Первым транспортным средством, которое было удостоено звания автомобиля года по версии журнала, стал Cadillac с двигателем V8 в 1949 году. Несмотря на то, что в своё время компания-производитель отклонила награду от нового журнала, тем не менее позже она стала с гордостью ссылаться на победы своей продукции в данной рейтинге при составлении рекламных материалов. Журнал «Motor Trend» основал свой рейтинг задолго до создания награды Европейский автомобиль года (1964 год).

## Содержание
В основном содержание журналов «Motor Trend» разделено по тематическим разделам.

### Тест-драйвы
Ежемесячно издание публикует собственные тест-драйвы автомобилей с целью дать читателю полную картину обо всех аспектах эксплуатации транспортного средства и его основных особенностях.

### Сравнение моделей
Обзорные статьи, посвящённые сравнению потребительских качеств транспортных средств (таких как управляемость, стоимость эксплуатации и прочее), подразделяются на два вида: малые и большие. В рамках первых авторы сравнивают всего два-три автомобиля. Лучшие сравнительные заметки месяца публикуются на официальном канале журнала в сервисе YouTube и именуются как «Head 2 Head». Большие сравнительные обзоры обычно посвящены более чем пяти-семи автомобилям и включают длительные дорожные испытания.

### Тренды
Раздел The Trend знакомит читателей с последними новинками и новостями в сфере автомобилестроения. В него входят пресс-релизы компаний-производителей, отзывные компании, премьеры новых или обновлённых моделей и прочая информация, связанная с новостями из мира автомобильной промышленности.

### Гараж
У издания «Motor Trend» существует собственный гараж с парком автомобилей, расположенный возле штаб-квартиры в Лос-Анджелесе, штат Калифорния. Большинство редакторов журнала имеют закреплённый за ними автомобиль, и в их обязанности входит управлением данным транспортным средством на ежедневной основе. По итогу они обязаны писать о своём опыте эксплуатации конкретных моделей. Каждый месяц от одного до двух новых транспортных средств добавляются в состав парка, заменяя те, что уже прошли тестирование. Каждый долгосрочный тест длится приблизительно один календарный год. Тем не менее, не все автомобили попадают в ежемесячный выпуск, но продолжают эксплуатироваться для дальнейших исследований. Как правило, данный раздел публикуется ближе к концу года.

### Иное
Помимо основных разделов в журнале зачастую появляются статьи иных тематических категорий. Так, например, в одном из выпусков издание опубликовало раздел «Real MPG», статья которого повествовала о проведённом тестировании реальных показателей расхода топлива в самых разнообразных условиях с последующим сравнением полученных данных с информацией, заявленной производителем.